# Central de Biomassa de Corduente
A central de biomassa de Corduente é uma central termoelétrica alimentada por biomassa florestal situada no termo municipal de Corduente (Guadalajara, Espanha).
Foi construída por Tamoin Power Services para Iberdrola Renováveis e inaugurada oficialmente a 29 de julho de 2009. Pode produzir uns 14.063 milhões de kw/h de energia ao ano, suficientes para abastecer a uns 14.000 habitantes, através dos 2 MW potência instalada e requer para perto de 20.000 toneladas de resíduos florestais ao ano que se obtêm da limpeza de 800 ha de bosques próximos do Alto Tejo. Além da produção de energia, está dedicada à investigação e trata de impulsionar cultivos energéticos para a zona. A sua construção planificou-se depois do incêndio de Guadalajara de 2005 que assolou os bosques próximos.
Em 31 de dezembro de 2012 produziu-se o fechamento definitivo da central devido, segundo Iberdrola, às perdas económicas constantes e continuadas. Em 2015, Iberdrola arrendou a instalação a Norvento, que procedeu a sua reabertura em 2017 e a manteve operativa até dezembro de 2020. Em maio de 2021, Iberdrola vendeu a instalação definitivamente a Islonias S.L., empresa que atualmente opera a central.
A vantagem das centrais de biomassa é que são uma fonte de energia renovável que se pode gerir independentemente da meteorologia.